# The Second Time Around
The Second Time Around is een Amerikaanse western uit 1961 onder regie van Vincent Sherman.

## Verhaal
Na het overlijden van haar man verhuist Lu Rogers van New York naar Arizona om er een nieuwe baan te beginnen. Kort na haar aankomst krijgt de jonge weduwe het aan de stok met een plaatselijke sheriff. De baan blijkt bovendien niet meer te bestaan. Omdat ze krap bij kas zit, gaat ze werken op een kippenkwekerij. Wanneer Lu de corrupte sheriff ontmaskert, krijgt ze diens ambt aangeboden.

## Rolverdeling
| Acteur          | Personage         |
| --------------- | ----------------- |
| Debbie Reynolds | Lu Rogers         |
| Steve Forrest   | Dan Jones         |
| Andy Griffith   | Pat Collins       |
| Juliet Prowse   | Rena Mitchell     |
| Thelma Ritter   | Aggie Gates       |
| Ken Scott       | Sheriff Burns     |
| Isobel Elsom    | Mevrouw Rogers    |
| Rodolfo Acosta  | Rodriguez         |
| Timothy Carey   | Bonner            |
| Tom Greenway    | Hulpsheriff Shack |
| Eleanor Audley  | Mevrouw Trask     |
| Marie Blake     | Vera Collins      |